# Sindangsari (Sukanagara)
Sindangsari is een bestuurslaag in het regentschap Cianjur van de provincie West-Java, Indonesië. Sindangsari telt 3090 inwoners (volkstelling 2010).